# Queen’s Club Championships

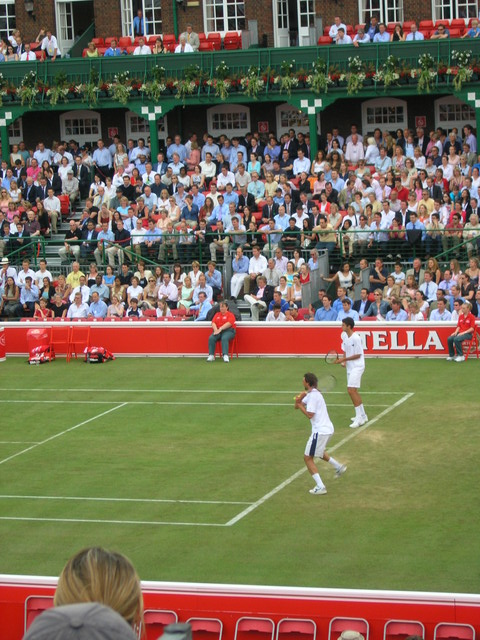
Obiekt, na którym rozgrywane są mecze

Queen’s Club Championships – męski turniej tenisowy kategorii ATP Tour 500 (w latach 2009–2014 należący do serii ATP World Tour 250) i kobiecy turniej tenisowy kategorii WTA 500 wchodzący w skład rozgrywek WTA Tour. Rozgrywany na kortach trawiastych w zachodnim Londynie od 1890 roku (jeden z najstarszych na świecie) jako preludium Wimbledonu. W latach 1974-2024 odbywał się tylko turniej męski.

## Mecze finałowe

### Gra pojedyncza mężczyzn
| Rok       | Zwycięzca                                    | Finalista                                    | Wynik                                        |
| 2025      | Carlos Alcaraz                               | Jiri Lehecka                                 | 7:5, 6:7(5), 6:2                             |
| 2024      | Tommy Paul                                   | Lorenzo Musetti                              | 6:1, 7:6(8)                                  |
| 2023      | Carlos Alcaraz                               | Alex de Minaur                               | 6:4, 6:4                                     |
| 2022      | Matteo Berrettini                            | Filip Krajinović                             | 7:5, 6:4                                     |
| 2021      | Matteo Berrettini                            | Cameron Norrie                               | 6:4, 6:7(5), 6:3                             |
| 2020      | Turniej anulowano z powodu pandemii COVID-19 | Turniej anulowano z powodu pandemii COVID-19 | Turniej anulowano z powodu pandemii COVID-19 |
| 2019      | Feliciano López                              | Gilles Simon                                 | 6:2, 6:7(4), 7:6(2)                          |
| 2018      | Marin Čilić                                  | Novak Đoković                                | 5:7, 7:6(4), 6:3                             |
| 2017      | Feliciano López                              | Marin Čilić                                  | 4:6, 7:6(2), 7:6(8)                          |
| 2016      | Andy Murray                                  | Milos Raonic                                 | 6:7(5), 6:4, 6:3                             |
| 2015      | Andy Murray                                  | Kevin Anderson                               | 6:3, 6:4                                     |
| 2014      | Grigor Dimitrow                              | Feliciano López                              | 6:7(8), 7:6(1), 7:6(6)                       |
| 2013      | Andy Murray                                  | Marin Čilić                                  | 5:7, 7:5, 6:3                                |
| 2012      | Marin Čilić                                  | David Nalbandian                             | 6:7(3), 4:3 dyskwalifikacja                  |
| 2011      | Andy Murray                                  | Jo-Wilfried Tsonga                           | 3:6, 7:6(2), 6:4                             |
| 2010      | Sam Querrey                                  | Mardy Fish                                   | 7:6(3), 7:5                                  |
| 2009      | Andy Murray                                  | James Blake                                  | 7:5, 6:4                                     |
| 2008      | Rafael Nadal                                 | Novak Đoković                                | 7:6(6), 7:5                                  |
| 2007      | Andy Roddick                                 | Nicolas Mahut                                | 4:6, 7:6, 7:6                                |
| 2006      | Lleyton Hewitt                               | James Blake                                  | 6:4, 6:4                                     |
| 2005      | Andy Roddick                                 | Ivo Karlović                                 | 7:6, 7:6                                     |
| 2004      | Andy Roddick                                 | Sébastien Grosjean                           | 7:6, 6:4                                     |
| 2003      | Andy Roddick                                 | Sébastien Grosjean                           | 6:3, 6:3                                     |
| 2002      | Lleyton Hewitt                               | Tim Henman                                   | 4:6, 6:1, 6:4                                |
| 2001      | Lleyton Hewitt                               | Tim Henman                                   | 7:6, 7:6                                     |
| 2000      | Lleyton Hewitt                               | Pete Sampras                                 | 6:4, 6:4                                     |
| 1999      | Pete Sampras                                 | Tim Henman                                   | 6:7, 6:4, 7:6                                |
| 1998      | Scott Draper                                 | Laurence Tieleman                            | 7:6, 6:4                                     |
| 1997      | Mark Philippoussis                           | Goran Ivanišević                             | 7:5, 6:3                                     |
| 1996      | Boris Becker                                 | Stefan Edberg                                | 6:4, 7:6                                     |
| 1995      | Pete Sampras                                 | Guy Forget                                   | 7:6, 7:6                                     |
| 1994      | Todd Martin                                  | Pete Sampras                                 | 7:6, 7:6                                     |
| 1993      | Michael Stich                                | Wayne Ferreira                               | 6:3, 6:4                                     |
| 1992      | Wayne Ferreira                               | Shūzō Matsuoka                               | 6:3, 6:4                                     |
| 1991      | Stefan Edberg                                | David Wheaton                                | 6:2, 6:3                                     |
| 1990      | Ivan Lendl                                   | Boris Becker                                 | 6:3, 6:2                                     |
| 1989      | Ivan Lendl                                   | Christo Van Rensburg                         | 4:6, 6:3, 6:4                                |
| 1988      | Boris Becker                                 | Stefan Edberg                                | 6:1, 3:6, 6:3                                |
| 1987      | Boris Becker                                 | Jimmy Connors                                | 6:7, 6:3, 6:4                                |
| 1986      | Tim Mayotte                                  | Jimmy Connors                                | 6:4, 2:1 krecz                               |
| 1985      | Boris Becker                                 | Johan Kriek                                  | 6:2, 6:3                                     |
| 1984      | John McEnroe                                 | Leif Shiras                                  | 6:1, 3:6, 6:2                                |
| 1983      | Jimmy Connors                                | John McEnroe                                 | 6:3, 6:3                                     |
| 1982      | Jimmy Connors                                | John McEnroe                                 | 7:5, 6:3                                     |
| 1981      | John McEnroe                                 | Brian Gottfried                              | 7:6, 7:5                                     |
| 1980      | John McEnroe                                 | Kim Warwick                                  | 6:3, 6:1                                     |
| 1979      | John McEnroe                                 | Víctor Pecci                                 | 6:7, 6:1, 6:1                                |
| 1978      | Tony Roche                                   | John McEnroe                                 | 8:6, 9:7                                     |
| 1977      | Raúl Ramírez                                 | Mark Cox                                     | 9:7, 7:5                                     |
| 1974–1976 | Turniej nie odbył się                        | Turniej nie odbył się                        | Turniej nie odbył się                        |
| 1973      | Ilie Năstase                                 | Roger Taylor                                 | 9:8, 6:3                                     |
| 1972      | Jimmy Connors                                | John Paish                                   | 6:2, 6:3                                     |
| 1971      | Stan Smith                                   | John Newcombe                                | 8:6, 6:3                                     |
| 1970      | Rod Laver                                    | John Newcombe                                | 6:4, 6:3                                     |

### Gra pojedyncza kobiet
| Rok               | Mistrzyni                                  | Finalistka                                 | Wynik                         |
| 2025              | Tatjana Maria                              | Amanda Anisimova                           | 6:3, 6:4                      |
| 1974-2024         | Turniej nie odbywał się                    | Turniej nie odbywał się                    | Turniej nie odbywał się       |
| 1973              | Chris Evert                                | Karen Krantzcke                            | 6:4, 6:0                      |
| 1972              | Olga Morozowa                              | Evonne Goolagong                           | 6:2, 6:3                      |
| 1971              | Margaret Court                             | Billie Jean King                           | 6:3, 3:6, 6:3                 |
| 1970              | Margaret Court                             | Winnie Shaw                                | 2:6, 8:6, 6:2                 |
| 1969              | Ann Haydon-Jones                           | Winnie Shaw                                | 6:0, 6:1                      |
| 1968              | Ann Haydon-Jones i Nancy Richey            | Ann Haydon-Jones i Nancy Richey            | tytuł wspólny                 |
| Początek Ery Open |                                            |                                            |                               |
| 1967              | Nancy Richey                               | Kerry Melville                             | 2:6, 6:2, 6:4                 |
| 1966              | Françoise Durr                             | Judy Tegart Dalton                         | 4:6, 6:3, 7:5                 |
| 1965              | Annette Van Zyl                            | Christine Truman                           | 6:3, 4:6, 6:4                 |
| 1964              | Margaret Smith                             | Ann Haydon-Jones                           | 6:3, 6:2                      |
| 1963              | Robyn Ebbern                               | Rita Bentley                               | 6:3, 6:3                      |
| 1962              | Rita Bentley                               | Lorna Cornell                              | 7:5, 7:5                      |
| 1961              | Margaret Smith                             | Nancy Richey                               | 6:0, 4:6, 6:2                 |
| 1960              | Christine Truman                           | Karen Susman                               | 6:4, 6:3                      |
| 1959              | Yola Ramírez                               | Christiane Mercelis                        | 2:6, 6:1, 6:3                 |
| 1958              | Berenice Carr                              | Margaret Varner                            | 6:4, 5:7, 8:6                 |
| 1957              | Mimi Arnold                                | Zsuzsa Körmöczy                            | 6:1, 5:7, 6:3                 |
| 1956              | Angela Buxton                              | Patricia Ward                              | 6:4, 6:0                      |
| 1955              | Louise Brough                              | Jean Forbes                                | 6:3, 6:1                      |
| 1954              | Louise Brough                              | Shirley Fry                                | 6:1, 6:4                      |
| 1953              | Jean Rinkel-Quertier                       | Heather Nicholls                           | 6:1, 4:6, 6:2                 |
| 1952              | Hazel Redick-Smith                         | Elizabeth Wilford                          | 7:5, 6:1                      |
| 1951              | Shirley Fry                                | Nancy Chaffee                              | 6:3, 8:6                      |
| 1950              | Doris Hart                                 | Margaret Osborne DuPont                    | 4:6, 6:4, 6:4                 |
| 1949              | Louise Brough                              | Margaret Osborne DuPont                    | 3:6, 6:1, 6:3                 |
| 1948              | Doris Hart i Margaret Osborne DuPont       | Doris Hart i Margaret Osborne DuPont       | tytuł wspólny                 |
| 1947              | Doris Hart                                 | Margaret Osborne                           | 6:4, 6:0                      |
| 1946              | Doris Hart                                 | Margaret Osborne                           | 6:8, 6:3, 6:3                 |
| 1940-1945         | Nie odbyły się z powodu II WŚ              | Nie odbyły się z powodu II WŚ              | Nie odbyły się z powodu II WŚ |
| 1939              | Jadwiga Jędrzejowska                       | Hilde Krahwinkel Sperling                  | 6:1, 6:4                      |
| 1938              | Jadwiga Jędrzejowska                       | Hilde Krahwinkel Sperling                  | 6:3, 6:0                      |
| 1937              | Jadwiga Jędrzejowska                       | Kay Stammers                               | 6:3, 6:0                      |
| 1936              | Jadwiga Jędrzejowska                       | Susan Noel                                 | 6:2, 6:4                      |
| 1935              | Anita Lizana i Susan Noel                  | Anita Lizana i Susan Noel                  | tytuł wspólny                 |
| 1934              | Jacqueline Goldschmidt                     | Dorothy Andrus                             | 5:7, 6:2, 6:0                 |
| 1933              | Elsie Goldsack Pittman i Helen Wills Moody | Elsie Goldsack Pittman i Helen Wills Moody | tytuł wspólny                 |
| 1932              | Dorothy Andrus                             | Jadwiga Jędrzejowska                       | 1:6, 7:5, 6:4                 |
| 1931              | Elsie Goldsack Pittman                     | Kitty McKane Godfree                       | 9:7, 6:4                      |
| 1930              | Madge List                                 | Margaret McKane Stocks                     | 6:1, 6:3                      |
| 1929              | Elizabeth Ryan                             | Elsie Goldsack                             | 6:2, 2:6, 6:2                 |
| 1928              | Joan Ridley                                | Hélène Contostavlos                        | 4:6, 6:1, 6:0                 |
| 1927              | Dorothy Kemmis-Betty                       | Enid Head Broadbridge                      | 6:0, 6:1                      |
| 1926              | Dorothy Kemmis-Betty                       | Eileen Bennett                             | 7:5, 6:2                      |
| 1925              | Elizabeth Ryan                             | Ermyntrude Harvey                          | 6:0, 6:1                      |
| 1924              | Elizabeth Ryan                             | Doris Covell Craddock                      |                               |
| 1923              | Elizabeth Ryan                             | Geraldine Beamish                          | 6:2, 1:6, 6:2                 |
| 1922              | Mabel Clayton                              | W. Keays                                   |                               |
| 1921              | Mabel Clayton                              | Dorothy Holman                             |                               |
| 1920              | Dorothy Holman                             | Ethel Larcombe                             | w/o                           |
| 1919              | Ethel Larcombe                             | Dorothy Holman                             | 6:4, 8:6                      |
| 1915-1918         | Nie odbyły się z powodu I WŚ               | Nie odbyły się z powodu I WŚ               | Nie odbyły się z powodu I WŚ  |
| 1914              | Ethel Larcombe                             | Beryl Tulloch                              |                               |
| 1913              | Ethel Larcombe                             | Aurea Edgington                            |                               |
| 1912              | Ethel Larcombe                             | Dorothy Holman                             | 6:1, 6:0                      |
| 1911              | Mildred Coles                              | Agnes Morton                               |                               |
| 1910              | Gladys Lamplough                           | Edith Johnson                              |                               |
| 1909              | Aurea Edgington                            | Madeline Fisher O'Neill                    |                               |
| 1908              | Violet Pinckney                            | Dorothea Lambert Chambers                  | 6:3, 6:2                      |
| 1907              | Violet Pinckney                            | Dorothea Lambert Chambers                  | 2:6, 6:3, 6:4                 |
| 1906              | Ethel Thomson                              | Mildred Coles                              |                               |
| 1905              | Ethel Thomson                              | Edith Greville                             |                               |
| 1904              | Agnes Morton                               | Ellen Stawell-Brown                        |                               |
| 1903              | Agnes Morton                               | Edith Greville                             |                               |
| 1902              | Charlotte Cooper Sterry                    | Ruth Durlacher                             |                               |
| 1901              | Edith Austin                               | Ethel Thomson                              | 6:1, 6:1                      |
| 1900              | Charlotte Cooper                           | Edith Greville                             |                               |
| 1899              | Edith Austin                               | Charlotte Cooper                           | 12:10, 2:6, 9:7               |
| 1898              | Charlotte Cooper                           | Edith Austin                               | 6:4, 3:6, 8:6                 |
| 1897              | Charlotte Cooper                           | Edith Austin                               | 2:6, 6:2, 6:2                 |
| 1896              | Charlotte Cooper                           | Agatha Templeman                           |                               |
| 1895              | Maud Shackle                               | Edith Austin                               | 6:2, 7:5                      |
| 1894              | Edith Austin                               | Charlotte Cooper                           | 8:6, 11:9                     |
| 1893              | Maud Shackle                               | Edith Austin                               | 6:2, 6:1                      |
| 1892              | Maud Shackle                               | Edith Austin                               | 6:2, 6:3                      |
| 1891              | Maud Shackle                               | May Jacks                                  | 66:2, 4:6, 6:3                |
| 1890              | May Jacks                                  | Maud Shackle                               | 6:2, 6:1                      |

### Gra podwójna mężczyzn
| Rok  | Zwycięzcy                                    | Finaliści                                    | Wynik                                        |
| 2025 | Julian Cash Lloyd Glasspool                  | Nikola Mektic Michael Venus                  | 6:3, 6:7(5), 10-6                            |
| 2024 | Neal Skupski Michael Venus                   | Taylor Fritz Karen Chaczanow                 | 4:6, 7:6(5), 10–8                            |
| 2023 | Ivan Dodig Austin Krajicek                   | Taylor Fritz Jiří Lehečka                    | 6:4, 6:7(5), 10–3                            |
| 2022 | Nikola Mektić Mate Pavić                     | Lloyd Glasspool Harri Heliövaara             | 3:6, 7:6(3), 10–6                            |
| 2021 | Pierre-Hugues Herbert Nicolas Mahut          | Reilly Opelka John Peers                     | 6:4, 7:5                                     |
| 2020 | Turniej anulowano z powodu pandemii COVID-19 | Turniej anulowano z powodu pandemii COVID-19 | Turniej anulowano z powodu pandemii COVID-19 |
| 2019 | Feliciano López Andy Murray                  | Rajeev Ram Joe Salisbury                     | 7:6(6), 5:7, 10–5                            |
| 2018 | Henri Kontinen John Peers                    | Jamie Murray Bruno Soares                    | 6:4, 6:3                                     |
| 2017 | Jamie Murray Bruno Soares                    | Julien Benneteau Édouard Roger-Vasselin      | 6:2, 6:3                                     |
| 2016 | Pierre-Hugues Herbert Nicolas Mahut          | Chris Guccione André Sá                      | 6:3, 7:6(5)                                  |
| 2015 | Pierre-Hugues Herbert Nicolas Mahut          | Marcin Matkowski Nenad Zimonjić              | 6:2, 6:2                                     |
| 2014 | Alexander Peya Bruno Soares                  | Jamie Murray John Peers                      | 4:6, 7:6(4), 10–4                            |
| 2013 | Bob Bryan Mike Bryan                         | Alexander Peya Bruno Soares                  | 4:6, 7:5, 10–3                               |
| 2012 | Maks Mirny Daniel Nestor                     | Bob Bryan Mike Bryan                         | 6:3, 6:4                                     |
| 2011 | Bob Bryan Mike Bryan                         | Mahesh Bhupathi Leander Paes                 | 6:7(2), 7:6(4), 10–6                         |
| 2010 | Novak Đoković Jonatan Erlich                 | Karol Beck David Škoch                       | 6:7(6), 6:2, 10–3                            |
| 2009 | Wesley Moodie Michaił Jużny                  | Marcelo Melo André Sá                        | 6:4, 4:6, 10–6                               |
| 2008 | Daniel Nestor Nenad Zimonjić                 | Marcelo Melo André Sá                        | 6:4, 7:6(3)                                  |
| 2007 | Mark Knowles Daniel Nestor                   | Mike Bryan Bob Bryan                         | 7:6(3), 7:5                                  |
| 2006 | Paul Hanley Kevin Ullyett                    | Jonas Björkman Maks Mirny                    | 6:4, 3:6, 10–8                               |
| 2005 | Bob Bryan Mike Bryan                         | Jonas Björkman Maks Mirny                    | 7:6(9), 7:6(4)                               |
| 2004 | Bob Bryan Mike Bryan                         | Mark Knowles Daniel Nestor                   | 6:4, 6:4                                     |
| 2003 | Mark Knowles Daniel Nestor                   | Mahesh Bhupathi Maks Mirny                   | 5:7, 6:4, 7:6(3)                             |
| 2002 | Wayne Black Kevin Ullyett                    | Mahesh Bhupathi Maks Mirny                   | 7:5, 6:3                                     |
| 2001 | Bob Bryan Mike Bryan                         | Eric Taino David Wheaton                     | 6:3, 3:6, 6:1                                |
| 2000 | Todd Woodbridge Mark Woodforde               | Jonathan Stark Eric Taino                    | 6:7(5), 6:3, 7:6(1)                          |
| 1999 | Sébastien Lareau Alex O’Brien                | Todd Woodbridge Mark Woodforde               | 6:3, 7:6(3)                                  |
| 1998 | Jonas Björkman Patrick Rafter                | Todd Woodbridge Mark Woodforde               | Finał anulowano                              |
| 1997 | Mark Philippoussis Patrick Rafter            | Sandon Stolle Cyril Suk                      | 6:2, 4:6, 7:5                                |
| 1996 | Todd Woodbridge Mark Woodforde               | Sébastien Lareau Alex O’Brien                | 6:3, 7:6                                     |
| 1995 | Todd Martin Pete Sampras                     | Jan Apell Jonas Björkman                     | 7:6, 6:4                                     |
| 1994 | Jan Apell Jonas Björkman                     | Todd Woodbridge Mark Woodforde               | 3:6, 7:6, 6:4                                |
| 1993 | Todd Woodbridge Mark Woodforde               | Neil Broad Gary Muller                       | 6:7, 6:3, 6:4                                |
| 1992 | John Fitzgerald Anders Järryd                | Goran Ivanišević Diego Nargiso               | 6:4, 7:6                                     |
| 1991 | Todd Woodbridge Mark Woodforde               | Grant Connell Glenn Michibata                | 6:4, 7:6                                     |
| 1990 | Jeremy Bates Kevin Curren                    | Henri Leconte Ivan Lendl                     | 6:2, 7:6                                     |

### Gra podwójna kobiet
| Rok               | Mistrzynie                       | Finalistki                         | Wynik                   |
| 2025              | Asia Muhammad Demi Schuurs       | Anna Danilina Diana Sznajder       | 7:5, 6:7(3), 10-4       |
| 1974-2024         | Turniej nie odbywał się          | Turniej nie odbywał się            | Turniej nie odbywał się |
| 1973              | Rosie Casals Billie Jean King    | Françoise Durr Betty Stöve         | 4:6, 6:3, 7:5           |
| 1972              | Rosie Casals Billie Jean King    | Brenda Kirk Pat Walkden            | 5:7, 6:0, 6:2           |
| 1971              | Rosie Casals Billie Jean King    | Mary–Ann Curtis Valerie Ziegenfuss | 6:2, 8:6                |
| 1970              | Rosie Casals Billie Jean King    | Karen Krantzcke Kerry Melville     | 6:2, 8:6                |
| 1969              | Brak danych                      | Brak danych                        | Brak danych             |
| 1968              | Brak danych                      | Brak danych                        | Brak danych             |
| Początek Ery Open |                                  |                                    |                         |
| 1967              | Brak danych                      | Brak danych                        | Brak danych             |
| 1966              | Brak danych                      | Brak danych                        | Brak danych             |
| 1965              | Margaret Smith Lesley Turner     | Maria Bueno Billie Jean Moffitt    | 10:8, 6:2               |
| 1964              | Ann Haydon-Jones Renee Schuurman | Deidre Catt Elizabeth Starkie      | 6:1, 6:3                |
| 1963              | Brak danych                      | Brak danych                        | Brak danych             |
| 1962              | Justina Bricka Margaret Smith    | Maria Bueno Darlene Hard           | 6:3, 6:2                |
| 1961              | Karen Hantze Billie Jean Moffitt | Margaret Hunt Lynne Hutchings      | 6:2, 13:15, 6:2         |